# Arvid Faxe

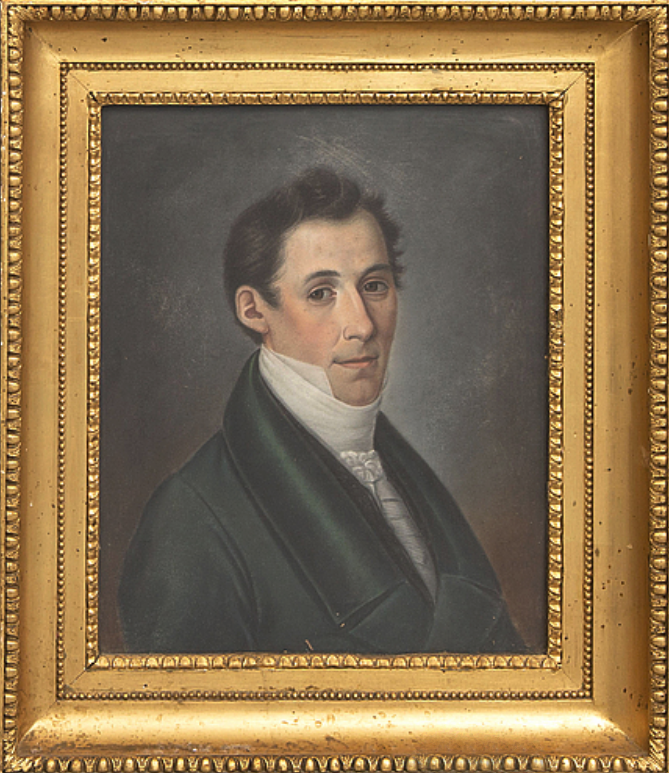
Porträt von Arvid Faxe (1733–1793), unbekannter Meister

Arvid Faxe (* 7. September 1733 in Skabersjö; † 10. Mai 1793 in Karlskrona) war ein schwedischer Marine- und Landarzt, Sachbuchautor, Erfinder und Fabrikant der Dachpappe.

## Leben
Arvid Faxe wurde am 7. September 1733 als zweiter Sohn des Pfarrers von Skabersjö Wilhelm Faxe, auch Vilhelm Jörgensson Faxe (1696–1743), und dessen Frau Anna Christina Faxe geb. Möller (1709–1750), geboren. Arvid Faxes Urgroßvater war Jöran (Göran, Georg auch Jörgen Jensen genannt) Faxe (1614–1681), der in einer schonischen Familie aufwuchs. Jöran Faxe war von 1642 bis zu seinem Tod Pfarrer in Skabersjö und Bezirksdekan von Bara, einem Ort der Gemeinde Svedala. Die Tradition der Geistlichen in Skabersjö blieb in der Familie, denn Faxes Großvater Jakob Jörgensson Faxe (1659–1725) führte das Amt weiter.

### Ausbildung

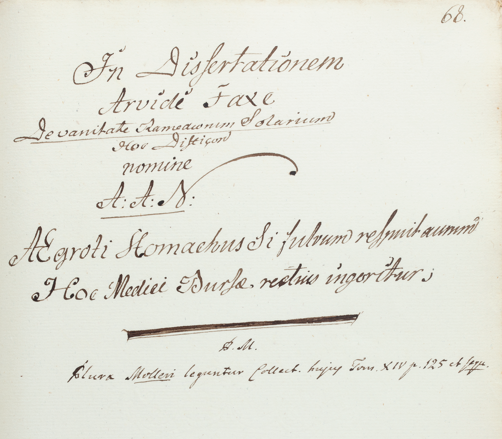
Dissertation 1753 von Arvid Faxe (1733–1793)

Er wurde auf seinem Bildungsweg von einem Privatlehrer angeleitet und schon am 27. Juni 1741 in die Studentenschaft der Universität Lund aufgenommen. Im Jahr 1753 absolvierte Arvid Faxe Vorbereitungsprüfungen und verteidigte dann seine Praxisdissertation (pro exercitio), mit dem Titel De varietate remediorum solarium (Über die Unterschiede bei goldhaltigen Arzneimitteln), bei Mediziner Prof. Harmens. Eine Studienreise führte in den Jahren 1754 bis 1756 nach Greifswald, einige Zeit später nach Frankfurt an der Oder und nach Berlin; dort fand er 1756 eine Anstellung als Arzt im Preußischen Hofstaat, unter Friedrich dem Großen. Im selben Jahr begleitete Arvid Faxe als Sanitätsarzt die Feldzüge in Sachsen und Schlesien und nahm an der Schlacht bei Lobositz teil. Kurz darauf wurde ihm vom schwedischen Gesandten am preußischen Hof Baron von Wulfenstjerna empfohlen, gemeinsam mit mehreren anderen schwedischen Untertanen die Entlassung aus dem preußischen Dienst zu beantragen. Arvid Faxe folgte der Empfehlung und hielt sich noch für kurze Zeit in Berlin auf, um dann Ende des Jahres nach Lund zurückzukehren.

### Im Siebenjährigen Krieg
Nach seiner Rückkehr nach Schweden wurde Faxe zum Lehrdozent für Medizin und zum Anatomie-Sezierer (d. h. einer, der für anatomische Demonstrationen Sezierungen anfertigt) in Lund ernannt. Im Jahr 1757 diente er zum ersten Mal an Bord eines Schiffes der schwedischen Flotte und stand im Siebenjährigen Krieg unter dem Kommando von Admiral Johan von Rajalin (1715–1786). Zwei Jahre später, 1759, verteidigte er seine Dissertation De Empyematis felici per Metastasin folutione (Über die erfolgreiche Heilung eines Abszesses durch Metastasierung) vor Med. Professor Eberhard Rosenblad (1714–1796) in Lund und erhielt am 22. März 1760 den Titel eines Doktors der Medizin.
Im Jahr 1761 diente Faxe unter Admiral Nils Psilanderskjöld (1707–1783) in der schwedischen Marine während der Blockade von Kolberg durch den russischen General Pjotr Alexandrowitsch Rumjanzew-Sadunaiski.
Faxe studierte 1762 an der Universität Uppsala und wurde im selben Jahr Mitglied des Collegium medicum und Leiter des Gesundheitsamtes und Stadtarzt in Västervik. Im Jahr 1771 übernahm er die Stelle als Provinzarzt im Kreis Blekinge und war von 1772 bis 1778 Treuhänder des Ronneby Brunnsparks. Drei Jahre später wurde er zum Zweiten Sanitätsoffizier der Admiralität und 1779 zum Ersten Sanitätsoffizier der Admiralität befördert; er begleitete die schwedische Flotte auf ihren Patrouillenfahrten auf der Ost- und Nordsee. 1780 erhielt Faxe den Titel eines Assessors.
Im Jahr 1787 trat Arvid Faxe als Mitglied in die Königlich Schwedische Akademie der Wissenschaften ein und 1790 übernahm er den Vorsitz der Gesellschaft Pro Fide et Christianismo, einer christlichen Vereinigung innerhalb der Kirche von Schweden.

## Erfindung der Dachpappe 1785

Werft in Karlskrona um 1780

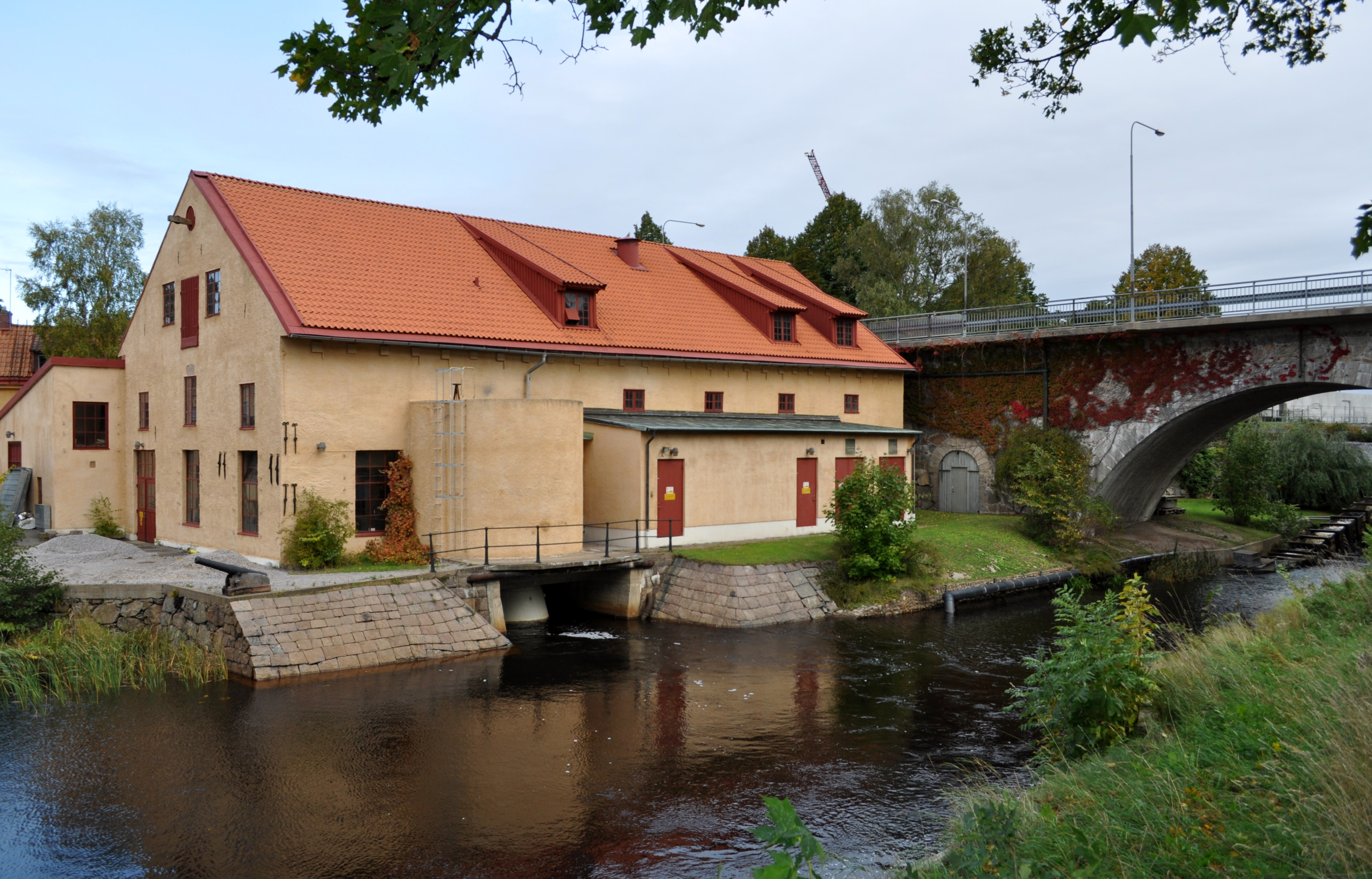
Kronokvarnen (Krono-Mühle) in Lyckeby,

### Herstellung
Arvid Faxe war ein guter Beobachter und erkannte, dass zu bekämpfende Schädlinge die Marineschiffe bedrohten, und suchte nach Lösungen. In den Werften spielten in der Zeit der Holzschiffe die Larven der Werftfliege, eines kleinen Käfers (Lymexylon navale L.), eine gefährliche Rolle. Sie konnten in das Holz eindringen und es im schlimmsten Fall für die weitere Verwendung unbrauchbar machen. Zum anderen waren die Holzrümpfe der Schiffe durch den Schiffsbohrwurm (lat. Teredo navalis Linn.) stark gefährdet, wogegen man eine Kupferbeplankung einsetzte, die aber mit hohen Kosten verbunden war. Im Jahr 1785 erfand Arvid Faxe die Dachpappe, die wasser- und feuerfest war, und nannte sie Steinpapier und dann Kunstschieferplatten. Einige Zeit später wurden die Platten für Schiffsverkleidungen eingesetzt und ein mit Steinpapier eingekleidetes Schiff machte, ohne Beschädigung der Papierverkleidung, eine Fahrt nach Indien. Arvid Faxe aber sah das Potential der Platten für den Hausbau und erlangte mit seiner Erfindung internationale Aufmerksamkeit. Faxe erhielt daraufhin 1786 für 42 Jahre das Privileg der Produktionsrechte an der Steinpapierproduktion. Nachdem sich das Material in Tests vor dem König als feuerfest erwiesen hatte, ließ Gustav III. für Arvid Faxe im Jahr 1787 neben der Kronokvarnen (Krono-Mühle, ist heute Teil des UNESCO-Welterbes Marinestadt Karlskrona) in Lyckeby am Fluss Lyckebyån eine Fabrik zur Herstellung von Steinpapier errichten. Den Eingang der Fabrik zierte ein Schild mit der Aufschrift „Auf Befehl und Kosten von Gustaf III. unter der Aufsicht von Konteradmiral Grefve C. A. Svärd für die Fabrik von Steinpappe für den Erfinder Dr. Arvid Faxe gebaut“.

### Maße und Handhabung

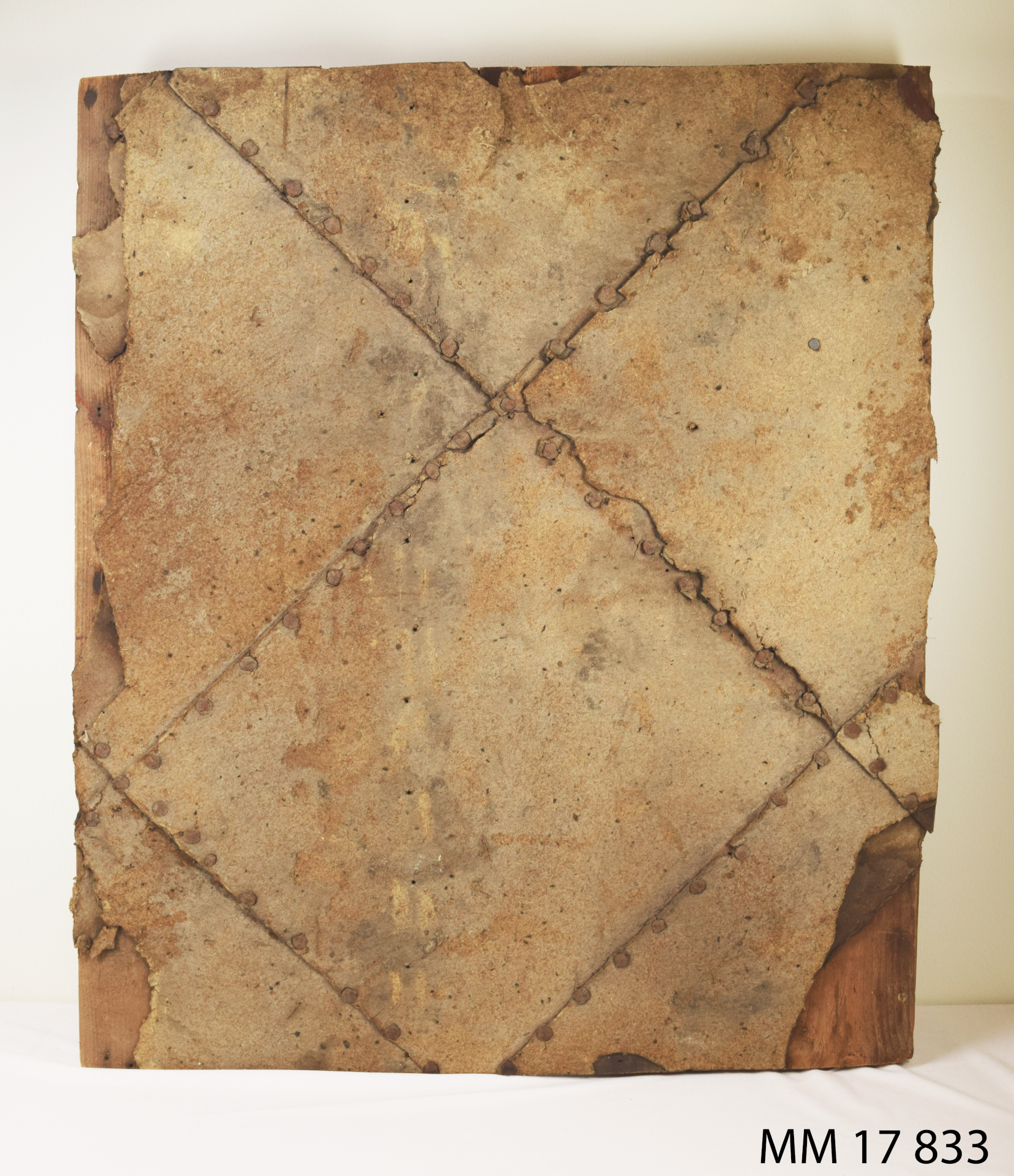
Dachsteinpappe Arvid Faxe (1733–1793) mit Eisenstiften vernagelt

In Quadraten von ca. 500 × 500 mm geschnittenes Steinpapier, das in einem diagonalen Nietenmuster mit breitköpfigen Eisenstiften, um ein Durchschlagen zu verhindern, auf Nut- und Federbretter genagelt und mit neueren Brettern zusammengehalten wurde. Die Dicke des Steinpapiers betrug 2 mm.

### Rezeptur
Nach zeitgenössischen Analysen bestand das Material aus gebranntem Kalk und Eisenerde, das in fein gemahlenem Zustand mit einer gewissen Menge tierischen Öls (wahrscheinlich Heringsöl) und Kupfervitriol oder Eisenvitriol vermischt wurde und Anteile von Lumpen-Zellstoff oder Papiermasse enthielt. Die fertige Masse schlug man in niedrige, quadratische Formen und ließ sie trocknen.

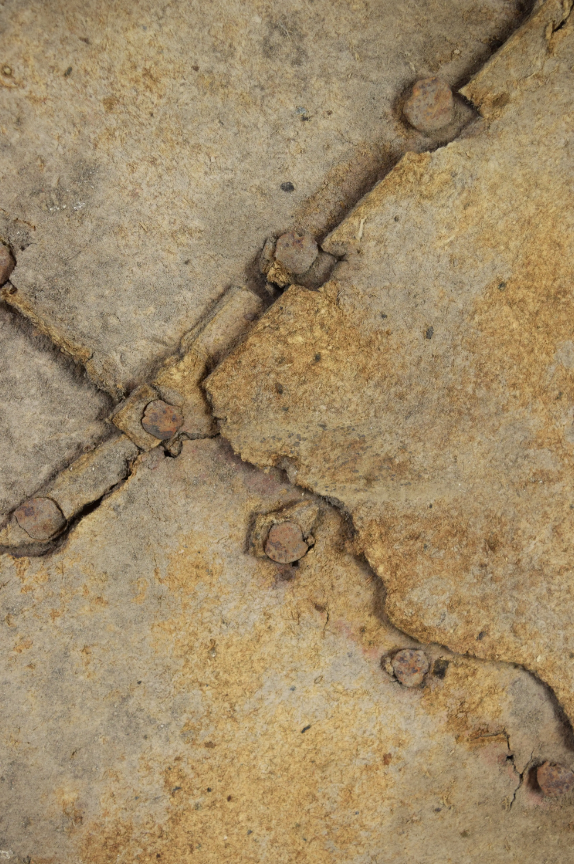
Die Erfindung Steinpapier – Dachpappe; wasser- und feuerresistent
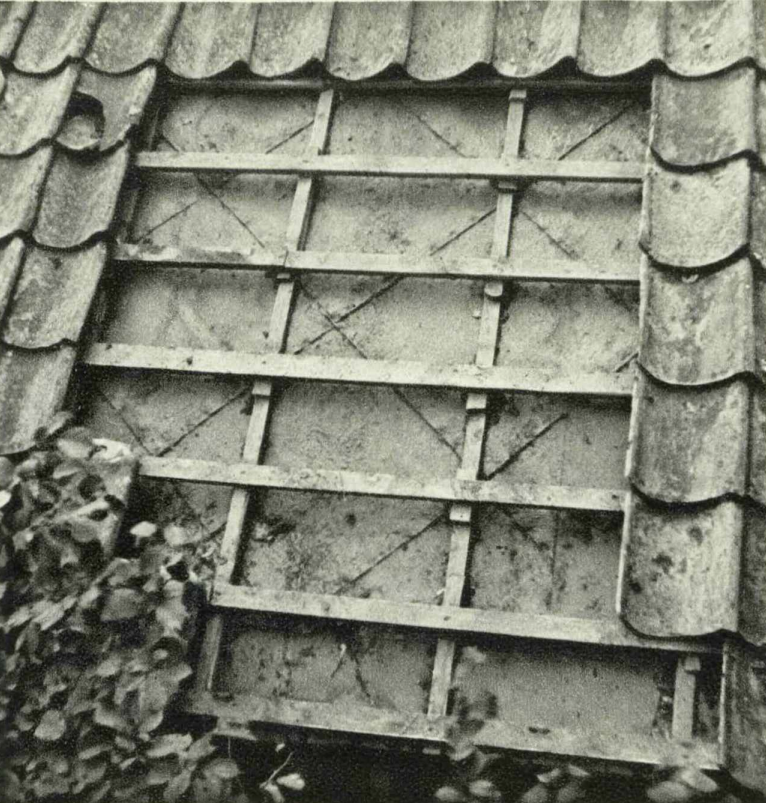
Dachbahnen aus Steinpapier unter Dachziegeln
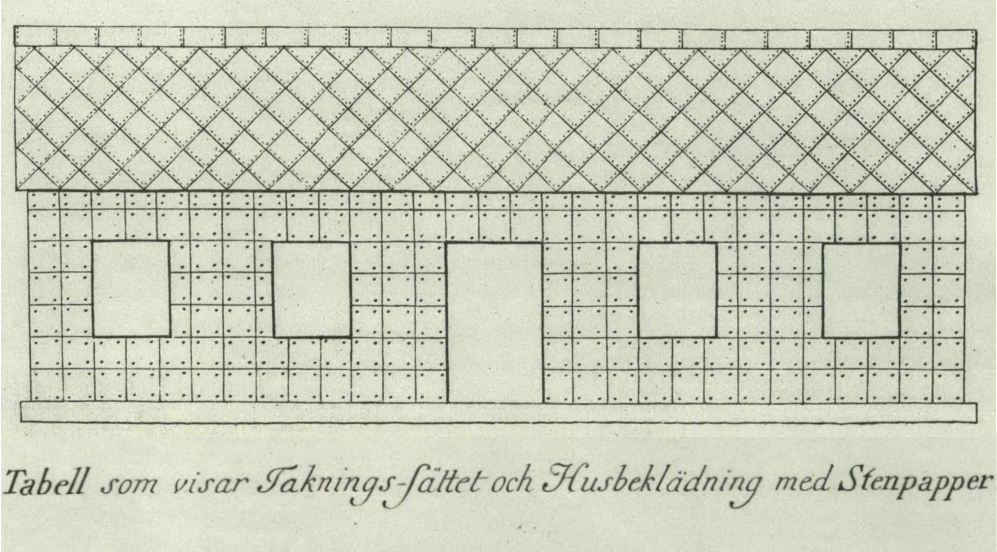
Anweisung zur Verlegung mit genauem Nagelplan

### Epidemie 1788–1790

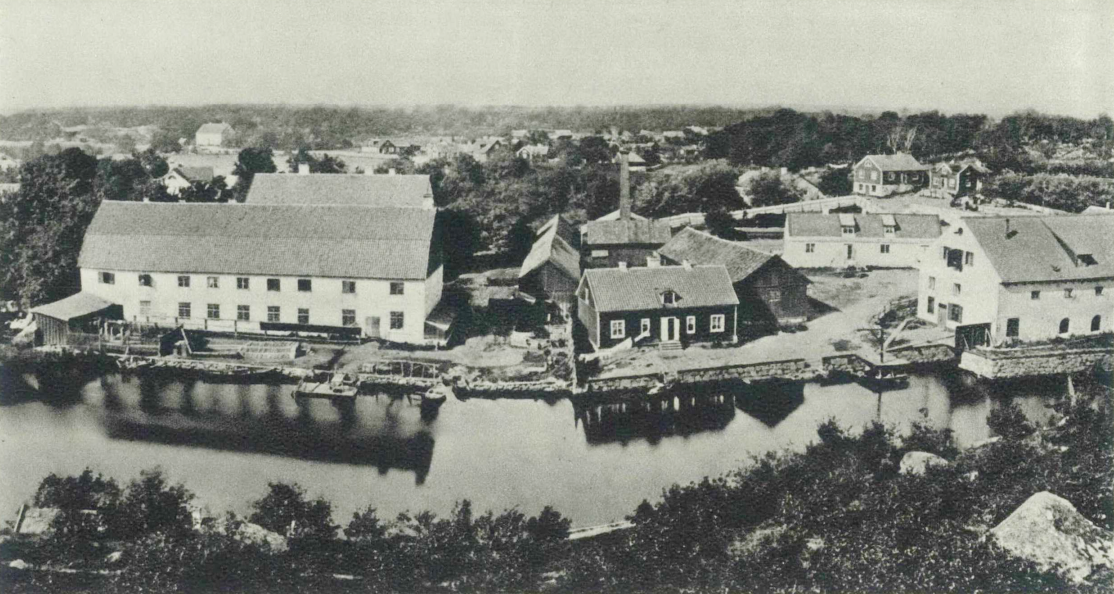
Links die Fabrik für Steinpapier, dahinter Faxes Haus. Das weiße Gebäude auf der rechten Seite beherbergte die Krono-Mühle am Fluss Lyckebyån in Lyckeby, die dem Agronomen Edward Ruben gehörte.

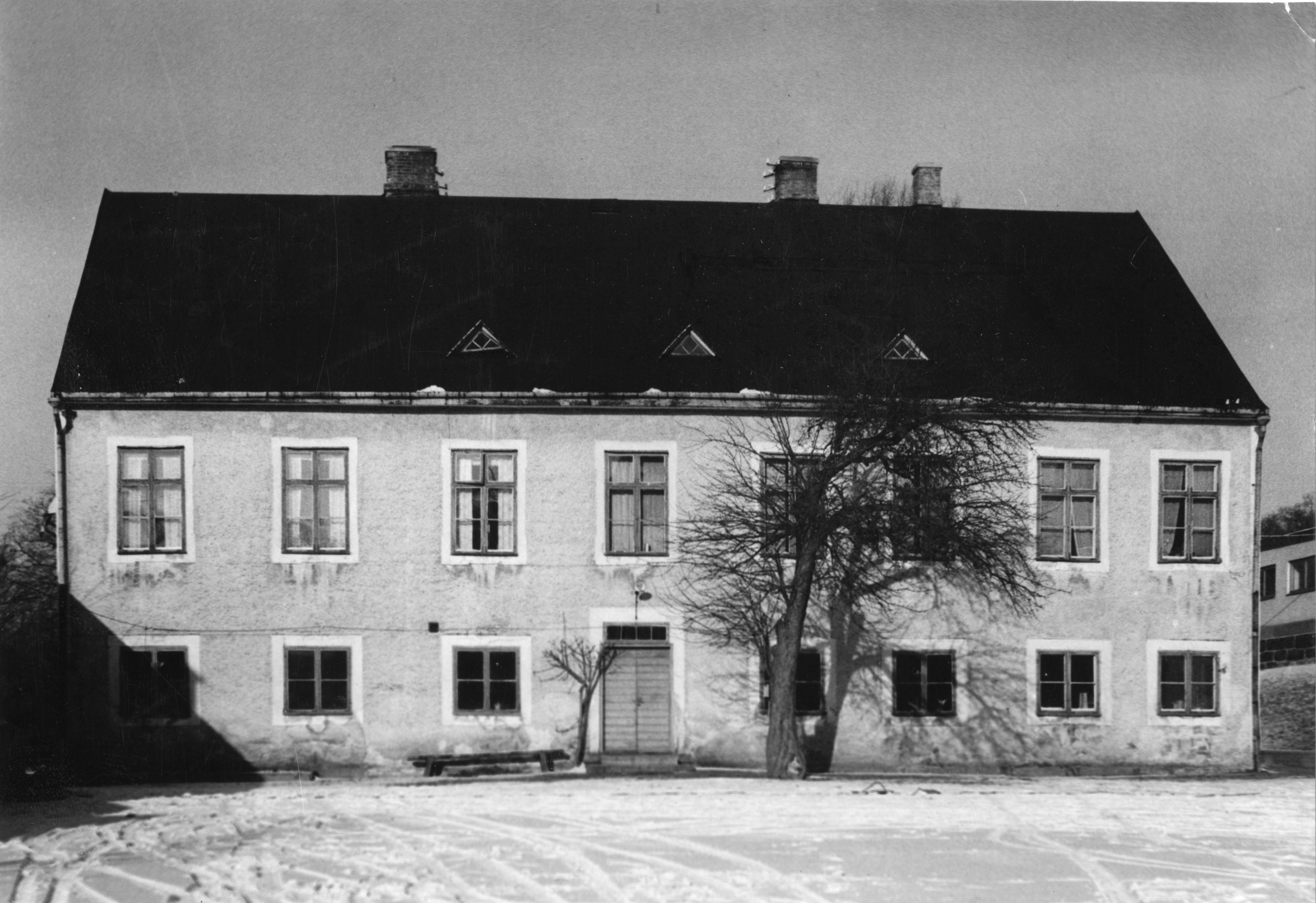
Haus von Arvid Faxe (1733–1793) in Lyckeby am Fluss Lyckebyån

Faxes Aktivitäten als Hersteller der Steinpappe fanden ein unerwartetes und bedauerliches Ende, denn im November 1788, ein Jahr nach dem Bau der Fabrik, brach eine schwere Epidemie des Rückfallfiebers aus. Innerhalb eines Jahres waren 20.000 Menschen davon betroffen und über 10.000 starben, darunter auch seine Frau Ulrica. Als Chef des Sanitätsdienstes der Marine widmete sich Arvid Faxe ganz seinen ärztlichen Aufgaben und seine Fabrik in Lyckeby wurde zum Kranken- und Genesungshaus umfunktioniert und seine Erfindung geriet darüber in Vergessenheit.
Das alte Admiralitätskrankenhaus befand sich in einem ungeeigneten Zustand für die Aufnahme und Versorgung der zahlreichen Epidemieopfer. Mit großen Anstrengungen und hoher Geschwindigkeit wurde im Winter 1789/90 auf dem Gelände des Marinehafens Karlskrona ein großes, geräumiges Krankenhaus für über tausend Patienten errichtet.
Wenige Monate nach dem Einzug in das neu gebaute Krankenhaus wurde die Stadt am 17. Juni 1790 von einem schweren Brand heimgesucht und vier Fünftel Karlskronas wurden zerstört. Von dem prachtvollen Gebäude blieben lediglich die Mauern erhalten, die später zu Kasernen umgebaut wurden.

### Existenzverlust
Neben der Enttäuschung über die Zerstörung seines gesamten neuen Arbeitsfeldes verlor Arvid Faxe seinen gesamten Besitz. Es kann als Ironie des Schicksals bezeichnet werden, dass Arvid Faxe über die Verwendung von Dachmaterialien geschrieben hatte: „Wenn man solche Dächer in Städten bekommen könnte, könnten keine größeren Brände auftreten.“ (Übersetzung des Zitats)

”Om man i städer öfwer allt kunde erhålla sådana Tak, skulle betydliga eldsvådor ej kunna hända.”

Die Ärzteschaft in Stockholm versuchte, seinen finanziellen Verlust durch Spendenaktionen zu mildern; Faxes Dankesbrief ist im Archiv des Collegium Medicum erhalten. Unter diesen Umständen war der erschöpfte und deprimierte Arvid Faxe nicht in der Lage, seine Arbeit wieder aufzunehmen. Aufgrund des Brandes gab es in der Stadt keine Möglichkeit für Faxe, Bargeld aufzutreiben, um seinen Betrieb neu aufzubauen und weiter zu betreiben. Erst Jahre später wurde seine Erfindung wieder von Architekten und Erfindern aufgegriffen.
Arvid Faxe starb am 10. Mai 1793 in seiner Heimatstadt Karlskrona.

## Werke/Schriften (Auswahl)

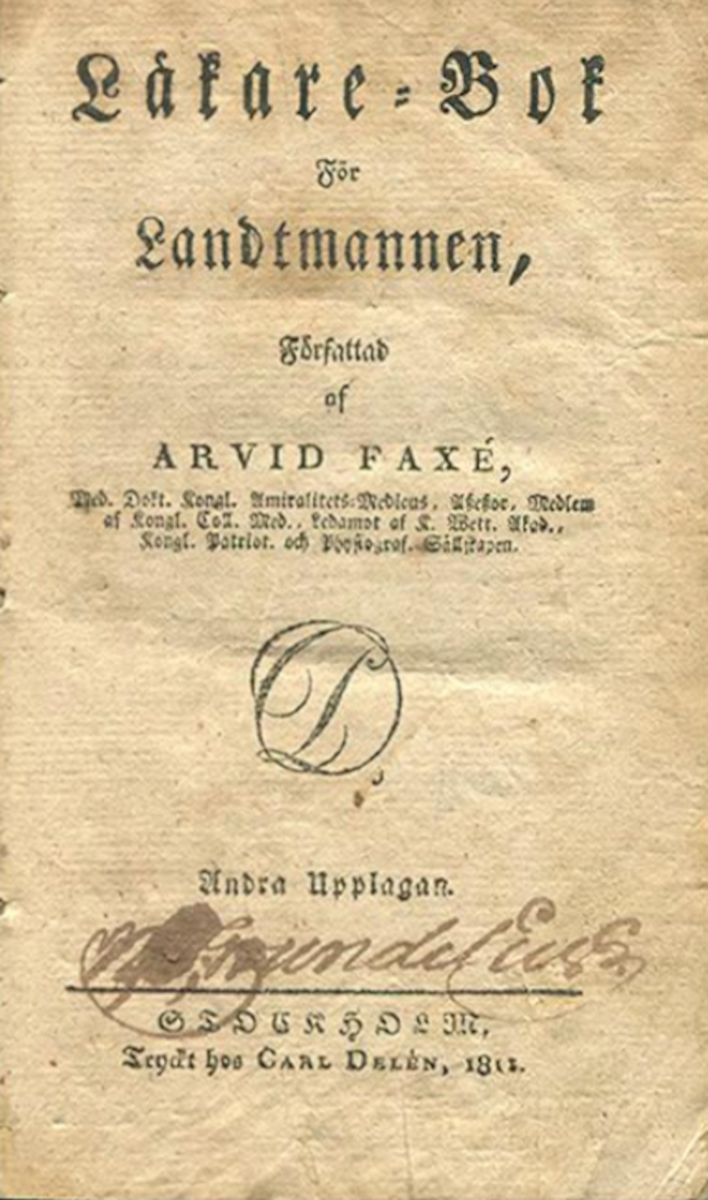
Titelseite Läkare-bok för landtmannen (Arztbuch für den Landmann) von Arvid Faxe (1733–1793)

- 1773 Förwarings- och läkemedel mot röd-soten. Utg. till almogens tjenst på landet. Carlscrona; Vorbeugung und Arzneimittel gegen die Pest; Ed. in den Dienst der Bauernschaft auf dem Lande. Carlscrona
- 1782 Arvid Faxe: Afhandling, om hushålningen til siös, i afseende på hälsans bevarande. Til kongl. örlogs-flottans tienst. Författad af Arvid Faxe. … Med kongelig majestets nådigste privilegio. Carlscrona, tryckt i kongelig amiralitets boktryckeriet. År 1782.(Abhandlung über die Haushaltsführung auf See im Hinblick auf die Erhaltung der Gesundheit. Zum König. Marinedienst. Geschrieben von Arvid Faxe. … Mit dem gnädigsten Privileg Seiner Königlichen Majestät. Carlscrona, gedruckt in der Königlichen Admiralitätsdruckerei. Im Jahr 1782.). Königliche Admiralitätsdruckerei, Carlskrona 1782, S. Digitalisat (alvin-portal.org).
- 1785 De wanligaste sjukdomar om skeppsbord, deras igenkännande och curerande; Die häufigsten Erkrankungen an Bord von Schiffen, ihre Erkennung und Heilung.
- 1785 Minnesbok för skeppsläkare om deras skyldigheter på Kongl. svenska örlogs-flottan. Sthm; Tagebuch für Schiffsärzte über ihre Verpflichtungen in Kongl. Schwedische Marine. Sthm
- Arvid Faxe: Nachricht von einem Bauern, der alle innerlichen und äusserlichen Sinne verlor, sie aber nach einem Zeitraum von zwölf Jahren wieder erhielt. In: Journal aller Journale oder Geist der vaterländischen Zeit-Schriften, nebst Auszügen aus Periodischen Schriften und besten Werken der Ausländer Vierter Band, Hamburg. Chaidron und Comp., 1786, abgerufen am 14. Februar 2025.
- 1787 Assessor Arvid Faxe berichtet der Akademie zu Stockholm am 7. März 1787 über das von ihm 1785 erfundene Steinpapier (2 Teile Kalk und eisenhaltige Erde, 2 Teile Papier und ein Zusatz von Tran), das er als Dacheindeckung, Schiffsbekleidung gegen den Bohrwurm, Wandbekleidung gegen Regen usw., Geschütz-Kartuschen (gegen Feuchtigkeit und Funken), Gefäßen, Ornamenten und Figuren verwendet[13]
- 1792 Läkare-bok för landtmannen; Arztbuch für den Landsmann
- Geschichte eines Erbrechens einer schwarzen geronnenen Materie und Bluts mit schwarzem Stuhlgang[14]

## Familie

### Der Familienname Faxe

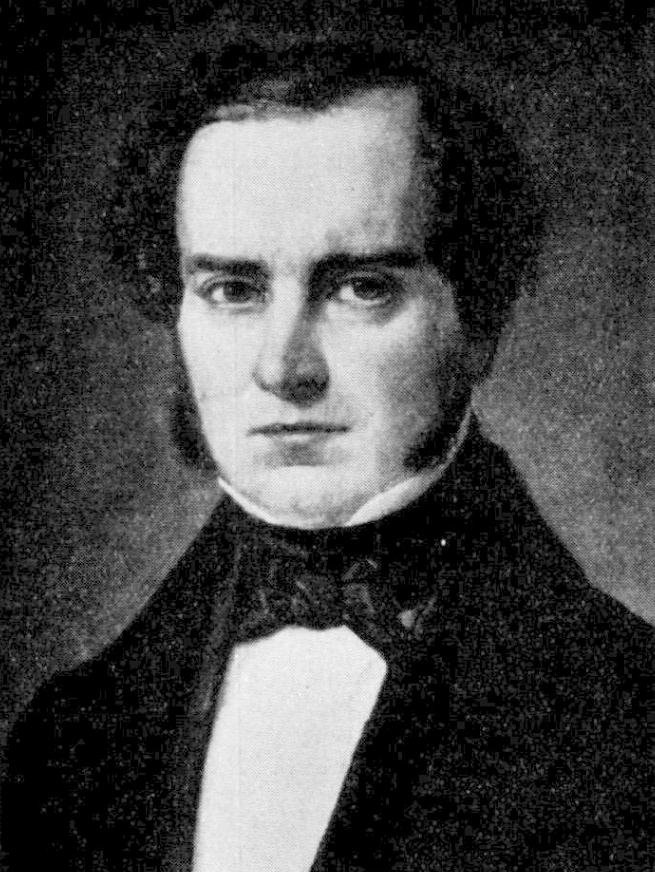
Arvid Gustaf Faxe (Maler Nils Andersson; 1817–1865)

Faxe, eine der ältesten und angesehensten Familien Skånes, das bis ins 17. Jahrhundert zu Dänemark gehörte. Deren ältester bekannter Vorfahre, Jöns Söfreusen, der in der zweiten Hälfte des 16. Jahrhunderts lebte, war Vogt von Näsbyholm in der Gemeinde Gärdslöv (Skåne) und verheiratet mit der Tochter des Ratsherrn aus Ystad, Margareta Christphersdotter. Ihr Sohn Georg (Jörgen) nahm auf Seeland den Namen Faxö an, nach seinem Geburtsort Faxö på Själland (Faxe auf Seeland), wo sich seine Eltern zum Zeitpunkt seiner Geburt aufhielten, so kam es zum Familiennamen Faxe.

### Stammbaum
- 1762 heiratete Arvid Faxe Ulrica (Ukrika) Christina Faxe geb. von Braun (1735– † 14. Oktober 1789)
  - Abraham Vilhelm Faxe (1764–1781)
  - Christina Fredrika Faxe (1768–1832)
  - Jakob Axel Faxe (unbekannt)
  - Carl Arvid Faxe (* 29. August 1766 Västervik; † 2. oder 22. April 1821 Kopenhagen; schwedisch: Köpenhamn), Doktor der Medizin, Oberfeldarzt und Ritter, Ehefrau Sophia Elisabeth Lindahl[17]
    - Sohn von Carl und Sophia, Arvid Gustaf Faxe (* 18. August 1799 in Stockholm; † 23. April 1882 ebenda), schwedischer Minister und Gouverneur der Provinz Jönköping[18]

### Geschwister

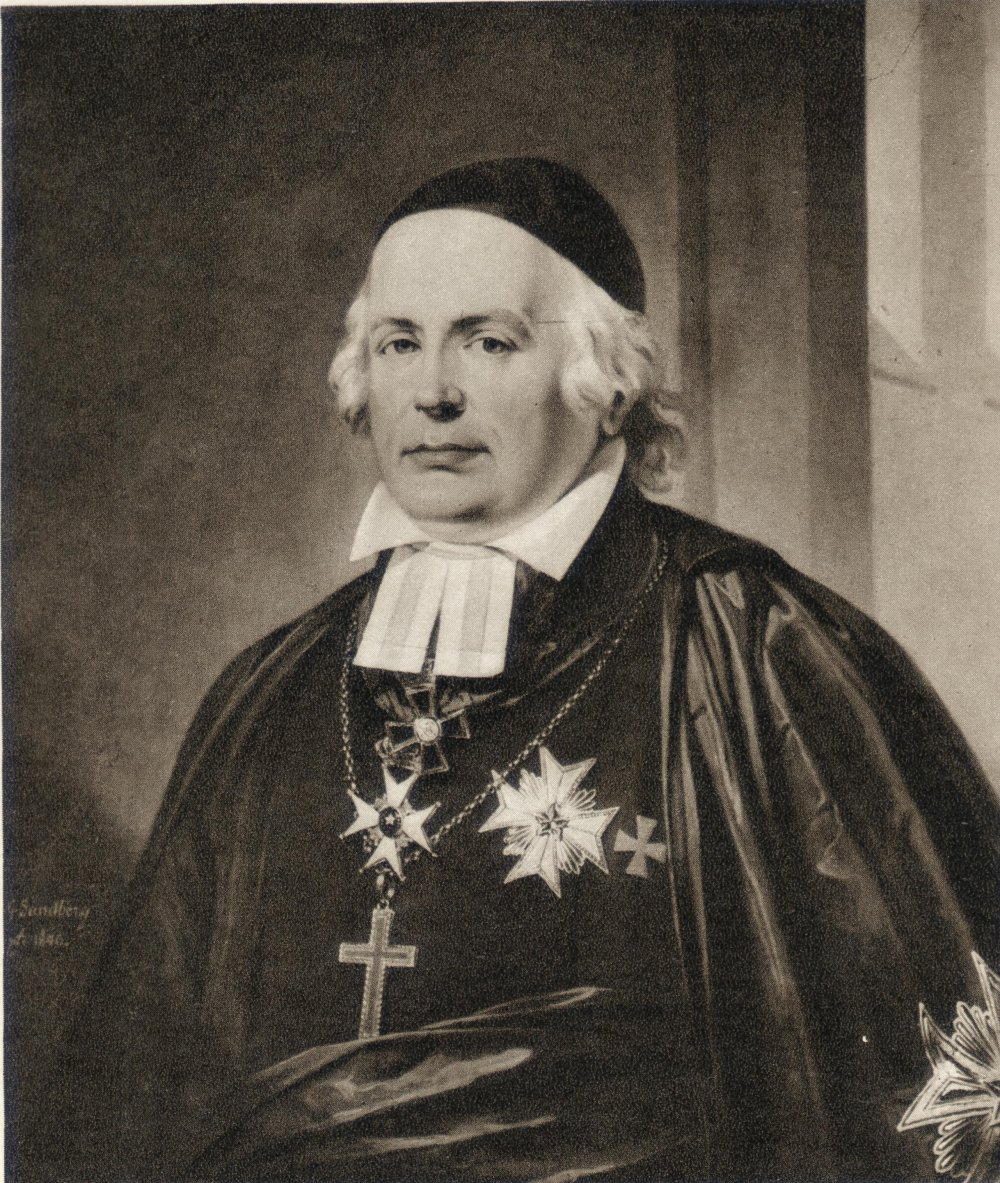
Vilhelm Faxe 1840

- Der erstgeborene Jakob Vilhelm (auch Vilhelmsson) Faxe (1730–1790), Hochschullehrer und Theologe, mit Petronella Hjort († 1783) mit Engela Margareta Bödker († 1833)[4]
  - Sohn Vilhelm Faxe (auch Wilhelm) (* 18. Mai 1767–1854) Bischof in Lund und Gelehrter
- Kristina Margareta Faxe (1732–1790) mit Lars Petersson (1723–1784)
- Anna Maria Faxe (1735–1784) verheiratet am 17. April 1756 mit Paul Klinteberg (1723–1784)[19][20]

## Ehrungen
- 1777 fünf Silbermünzen von der Schwedischen Akademie der Wissenschaften für die Untersuchung von die Schwierigkeiten bei der Umsetzung der medizinischen Vorschriften im Königreich
- 1786 200 Reichstaler Belohnung von der Schwedischen Akademie der Wissenschaften in Stockholm für weitere Versuche mit dem Steinpapier[21]
- 1788 die große Silbermedaille der Königlichen Patriotische Gesellschaft für einen Aufsatz über die Kunst des Schwimmens.

## Werdegang der Erfindung (Auswahl)

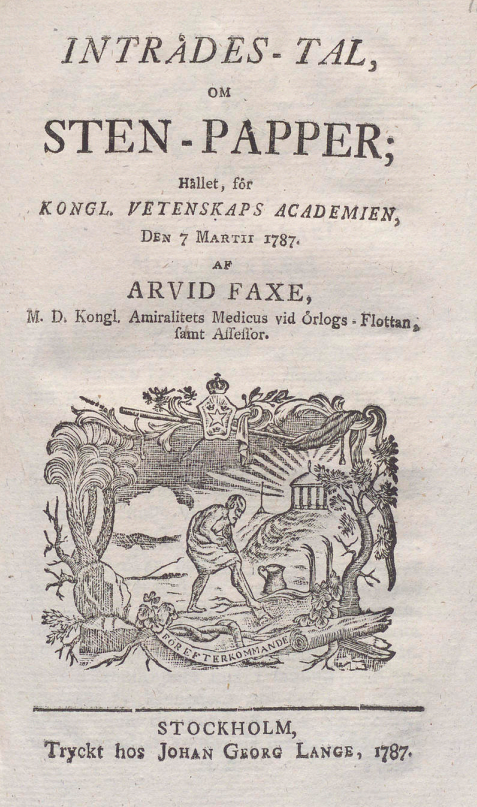
Titelbild Einführungsrede zum Thema Steinpapier

- 1786 Kanzleirat Christie aus Bergen in Norwegen, Steinpappe wurde sogar für Öfen eingesetzt
- 1786 in Berlin Versuche zur Nachahmung der Steinpappe
- 1786 Johan Andreas Murray in Göttingen besitzt Proben zur Analyse des Steinpapiers von Faxe[22]
- 1790 Russisch kaiserlichen Hofrat J. G. Gerorgi, Analyse und Versuche der Herstellung, Steinpappe von Faxe
- 1790 Le Roux Frankreich feuerfeste Pappen[23]

Um Pappe in Kunstschiefer zu verwandeln wurde sie in Alaun, Leim, Öl und Kalk getränkt und ähnelte dem Steinpapier von Faxe, hier sind die Produkte von Hirsch 1819 und der Köpenicker Schiefer 1837 von Neander zu erwähnen.
In Finnland und auch in Schweden wurden 1829 z. B. in Stockholm Dächer mit dünner Pappe oder Papier eingedeckt, getränkt mit Teer, mit demselben bestrichen und dann mit Sand eingestreut. Diese Methode fand in Düsseldorf und Ostpreußen eine gewisse Verbreitung.
Im Jahr 1840 gelang dem Papierfabrikanten Karl Emil Ebart (1811–1898), in der Nähe von Neustadt-Eberswalde im kleinen Dorf Spechthausen, in seiner Papiermühle geschmeidige leicht anzuwendende und feuersichere Steinpappe herzustellen.

### Einsatz im Schiffbau
„In der Schiffbaukunst hat das Papier aber schon lange wichtigere Dienste geleistet; indem man ganze Schiffe, unter dem äußern und letzten Bekleidung, damit überzog, um sie dadurch gegen die Angriffe einer Menge Seegewürme zu schützen, die sonst das äußere Holzwerk durchbohren, leicht in alle Richtungen, wie einen Schwamm, durchlöchern und zernagen, und den Schiffen, auf langen Seereisen, höchst schädlich und gefährlich werden, die aber das Papier niemals angreifen. Das Papier wird zu diesem Ende in gekochten heißen Theer getaucht, und ein Bogen neben den andern, einige Zoll übergreifend gelegt, und mit kurzen, breitköpfigen, besonders zu solchem Zwecke verfertigten Nägeln befestigt. Es ist in dieser Lage, ungeachtet es beständig unter Wasser sich befindet, fast unvergänglich; es muß zwar jedes mal erneuert werden, wenn die äußere Planken – Bekleidung neu gemacht wird, welches etwa alle 8 bis 10 Jahre geschieht; nicht aber deshalb, weil es unbrauchbar geworden wäre, sondern nur, weil man bei der neuen Bekleidung die Nägel nicht in die alten Nagellöcher bringen kann, durch welche die Würmer in den Rumpf des Schiffes dringen, und den selben zerstören würden.“

- Anmerkung: Seegewürm= Schiffsbohrwurm; Spezialnägel= Schwedisch Platthufond (Plattköpfe)[27]; Bekleidung= Schwedisch/Finnisch Förhydnigs papper (Verhäutungs Papier) und für Dacheindeckungen Takpapper (Dachpapier)